# Barnásvörös galambgomba
A barnásvörös galambgomba (Russula integra) az Agaricomycetes osztályának galambgomba-alkatúak (Russulales) rendjébe, ezen belül a galambgombafélék (Russulaceae) családjába tartozó, Európában és Észak-Amerikában honos, fenyőerdőkben élő, ehető gombafaj.

## Megjelenése
A barnásvörös galambgomba kalapjának átmérője 6-12 cm, alakja kezdetben félgömb formájú, majd domborúvá, végül laposra kiterül; közepe bemélyedhet. Színe igen változatos, az olajbarnától a borvörösön keresztül a csokoládébarnáig terjedhet. Közepe gyakran fakóbb. Felszíne sima és fényes, nedves időben tapadós; bőre szinte a közepéig lehúzható. Széle sokáig behajló, már fiatalon is bordás. Húsa fehér, merev. Íze kellemes, mogyorószerű.
Széles, sűrűn álló lemezei lekerekítetten a tönkre nőnek, alapjukon erekkel össze vannak kötve. Színük kezdetben fehér, majd halványsárgák, a spórák érésével okkerekszínűek lesznek. Spórapora okkerszínű. Spórái szélesen elliptikusak, felületük nagyszemölcsös, méretük 8-8,5 x 7 mikrométer.
Tönkje 5-10 cm magas, 2-3 cm vastag. Színe fehér, tövén sárgás foltokkal. Állaga tömör, kemény. Felülete finoman ráncos, erezett lehet. 

### Hasonló fajok
Változatos színe miatt több rokonával összetéveszthető, pl az ízletes galambgombával, amely inkább ibolyás-borvöröses, tönkje vörös futtatású. A nem ehető, csípős galambgombáktól kóstolással lehet legkönnyebben megkülönböztetni.  

## Elterjedése és termőhelye
Európában és Észak-Amerikában honos. Magyarországon viszonylag ritka. 
Elsősorban hegyi, kisebb mértékben síkvidéki fenyvesekben, vegyes erdőkben él luc-, erdei- és jegenyefenyők alatt egyesével vagy kisebb csoportokban. A talajra nem érzékeny. Júniustól novemberig terem.
Ehető gomba. 

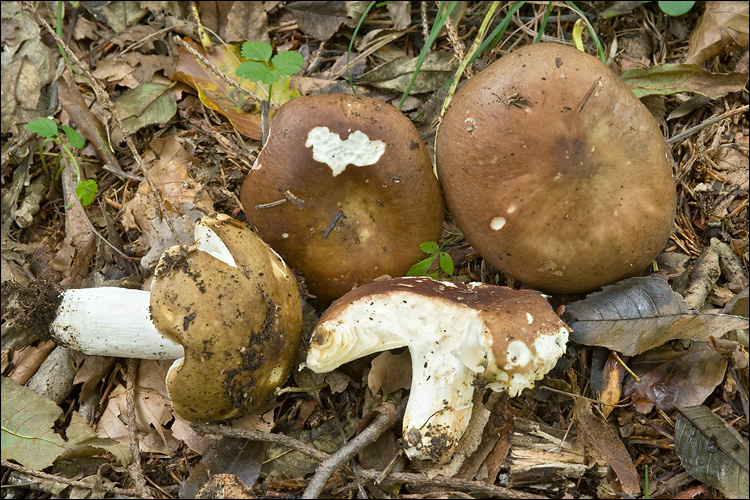
Barnásvörös galambgomba
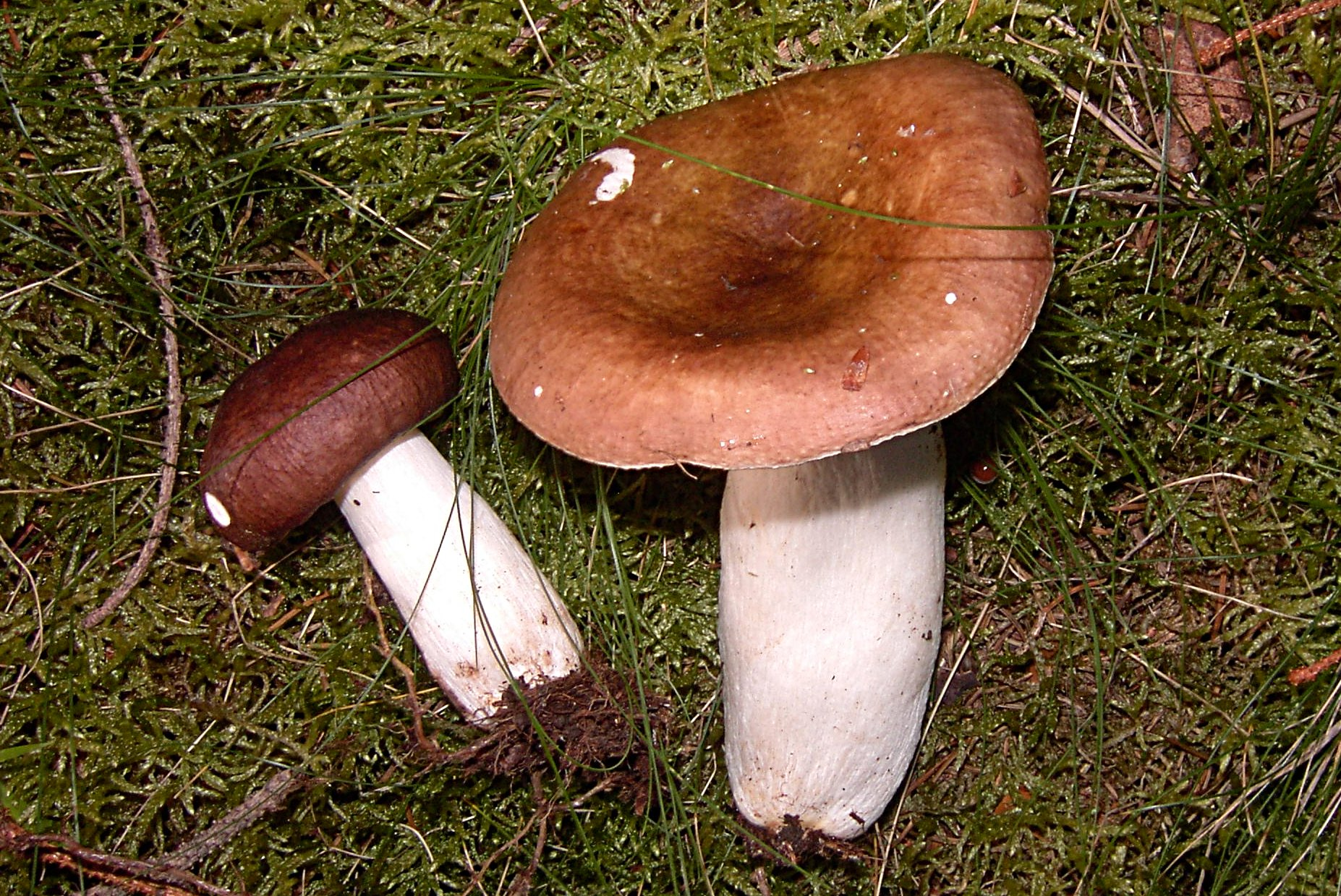
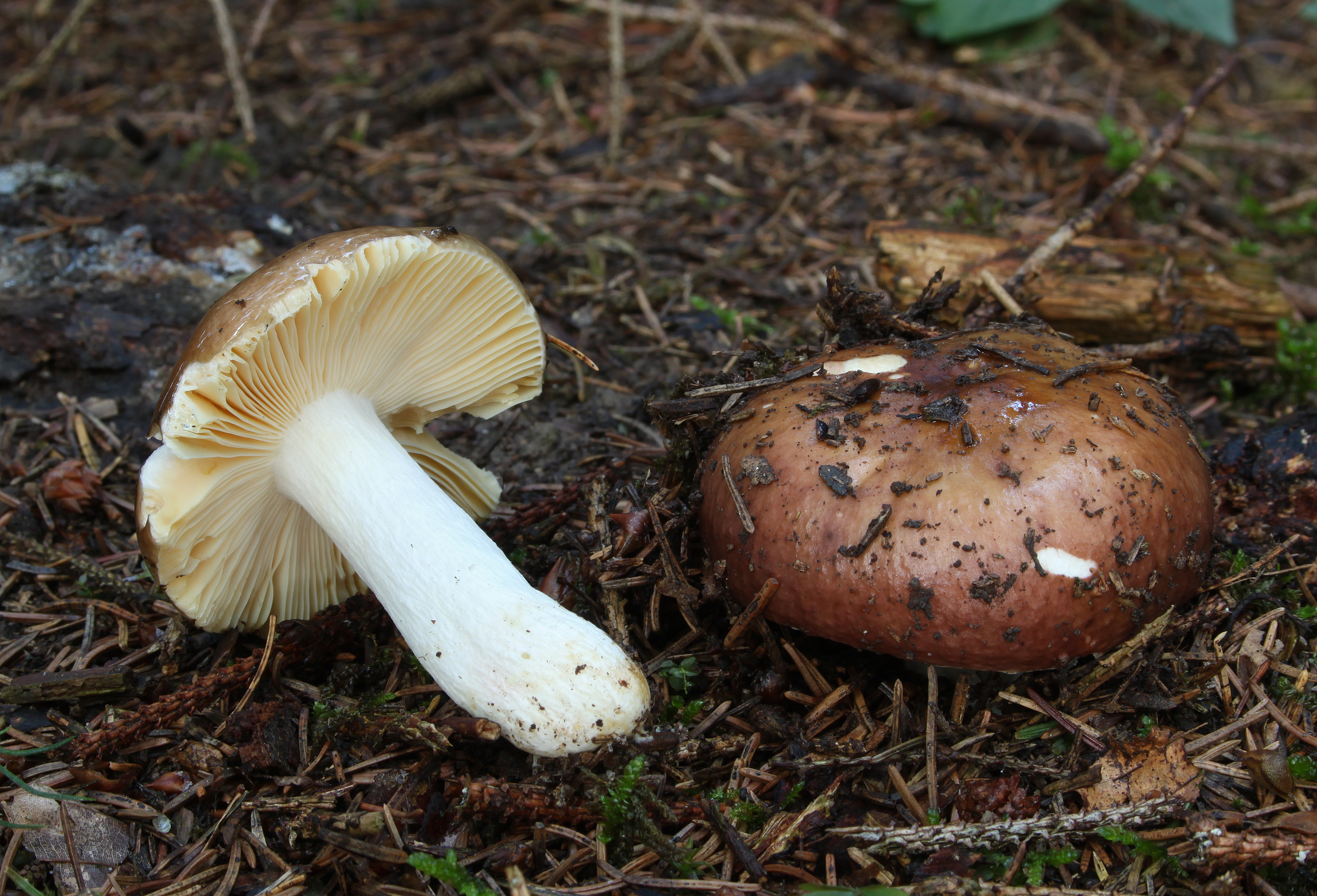
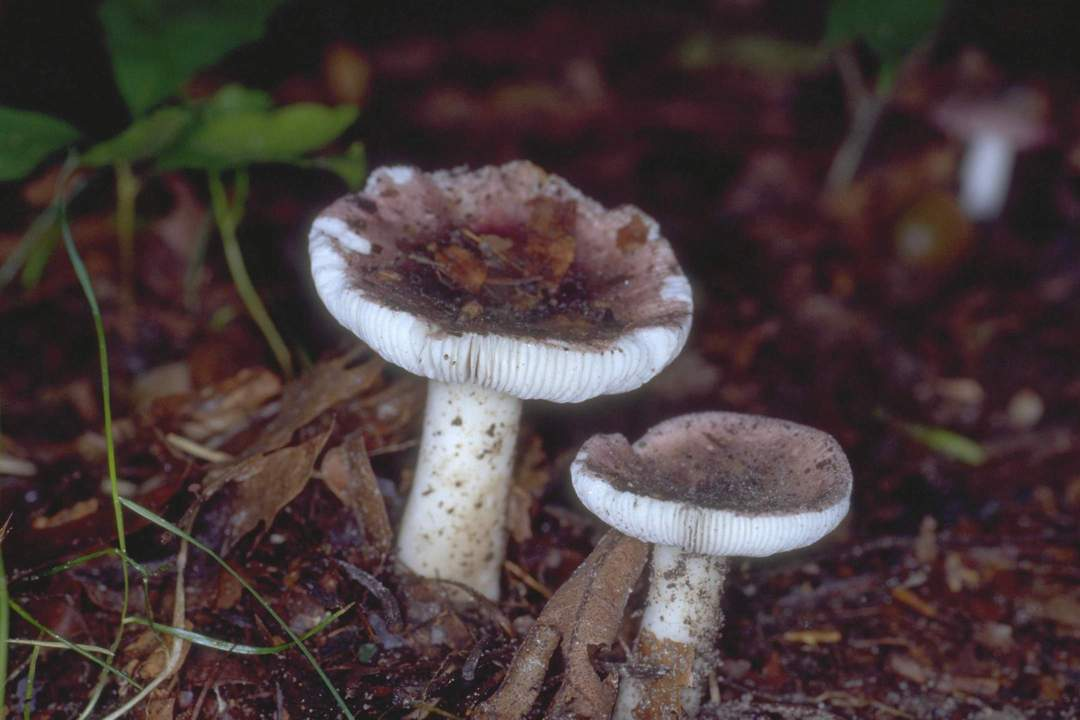
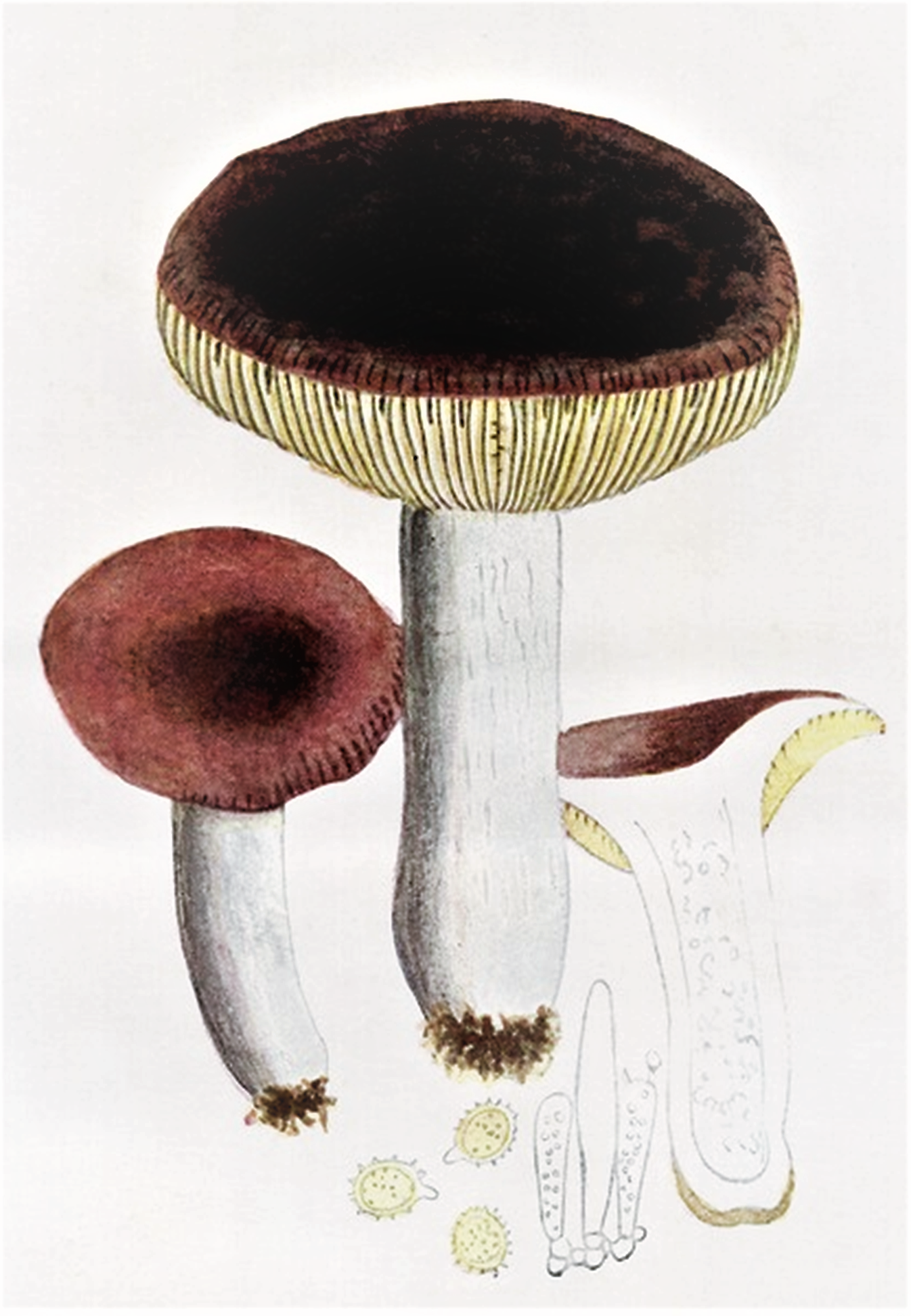
Ábrázolása egy olasz gombakönyvben (1929)